# Heinz Kohut
Heinz Kohut (3. května 1913, Vídeň, Rakousko-Uhersko – 8. října 1981, Chicago, Illinois, USA) byl rakousko-americký psycholog a psychoanalytik, který pozvolna vytvořil vlastní směr psychoanalýzy, tzv. selfpsychologii, která se v mnoha ohledech dostala až za hranici psychoanalýzy. Narodil se ve Vídni, většinu svého života však prožil v americkém Chicagu.

## Nový narcismus
Kohut především zcela přeformuloval Freudův koncept primárního narcismu. Pro Freuda narcismus značil blízkost narcistického libida u jádra osobnosti, u Self, a toto přimknutí automaticky implikovalo psychózu (tedy z Freudova hlediska psychoanalyticky neléčitelný stav – neboť psychotik není schopen přenosu). Kohut se však potýkal s pacienty, kteří v mnoha ohledech byli jakoby "narcističtí" (do sebe zahledění, bez libidinosního obsazení objektů a bez schopnosti klasického přenosu, s grandiózními představami, využívající druhé jako předměty), avšak přitom zjevně nebyli psychotičtí – byli schopni vnímat realitu, měli neporušené verbální schopnosti apod. Kohut se rozhodl, že koncept narcismu musí být přeformulován, a že jím pozorovaný typ pacientů trpí tzv. narcistickou poruchou osobnosti, která nespadá do psychotického spektra, ačkoli do něj některými aspekty zasahuje.

## Narcistická porucha osobnosti
Pacienti s narcistickou poruchou osobnosti podle Kohuta nejsou pohrouženi do sebe, ale kupodivu přikládají druhým lidem (a jejich vnímání jich samých) velký význam. Cítí se však vůči druhým slabí, a to je vede k obranné narcistické reakci. Kohut si také všiml, že grandiózní pocity jsou u narcistů střídány pocity vlastní bezcennosti. Ve chvíli, kdy Kohut objevil vztahovost narcistů, prohlásil, že narcistický přenos ("selfobjektní přenos") je možný – že si narcistický pacient vytváří k analytikovi určitý vztah, byť velmi specifický. Narcista potřebuje dle Kohuta jednak pozorovatele a jednak idealizovaného druhého, na nějž se napojuje, aby se sám cítil skutečně silný. Takového druhého pak nevnímá jako oddělenou osobu, ale jako aspekt sebe sama, rozšíření sebe sama (v tom je jistá psychotičnost, avšak nedoprovázená neschopností testovat realitu).

## Selfobjektní přenos
Kohut rozlišil tři typy narcistického přenosu:
- zrcadlící přenos – analytik je vnímán jako vyživující, jako zemina dodávající vláhu
- idealizující přenos – analytik je vnímán jako ideální postava a pacient se s ním cítí silný, dodopovává se jím
- blíženecký přenos – analytik je vnímán jako pacientovi podobný, jako jeho alter ego

## Změna terapeutické techniky
Kohut kvůli specifické vztahovosti narcistů také pozměnil psychoterapeutickou techniku. Neutralita a interpretace nepomáhají, analytik podle Kohuta musí dosáhnout stavu "empatického pohroužení", a skrze něj docílit tzv. "zástupné introspekce".
Podle Kohuta nemá analytik přenosové vztahy pacienta rušit interpretací a žádostí, aby pacient nahlédl pravdu. Má je nechat běžet a ony prý pacientovi po čase pomohou vnímat sama sebe jako existující bytost. To je v rozporu s Freudovou zásadou, že analytik nemá pacienta nikdy uspokojovat, ale vždy ho vést k realitě.

## Příčina narcismu: chybná výchova
Podle Kohuta tkví problém narcistických pacientů v jejich raném dětství, v nesprávném postupu jejich rodičů. Ti sice svým dětem dali dostatek pozornosti, čímž se tito vyhnuli psychotické hrozbě přerušení libidinosní výměny se světem, ale jejich pozornost byla patologická, čímž se u dítěte vyvinulo patologické Self, které sice komunikovalo se světem, ale přesto zůstalo nezralým. Pocitově narcisté zůstali psychotiky, reálně jimi však nejsou. Patologická pozornost rodičů je dle Kohuta taková, která nerespektuje skutečnou osobitost dítěte, jeho nezávislost. Narcismus implikující matka dítě miluje, zásobuje ho emocemi a stimuly, ale nevědomě se k dítěti vztahuje jako ke své věci, jako k předmětu, který vlastní. Dítě s takovým typem výchovy bude sebevědomé, ale vnitřně prázdné, bez schopnosti něco cítit a skutečně se vnímat jako jedinečná osobnost.

## Jazyk objektní i strukturální teorie
Výše zmíněný proces Kohut popisoval jazykem Freudovy teorie narcismu, jeho strukturální teorie (Ego, id a superego) a teorie objektních vztahů (v tomto smyslu má blízko k Britské škole objektních vztahů, ale jako Američan jí byl vzdálen). Podle Kohuta neexistuje vrozené Self. To vzniká teprve tím, že se matka ke kojenci chová tak, jako kdyby toto Self měl, i když ho ještě nemá. Právě toto chování dle Kohuta Self vytvoří – tzv. nukleární Self. To je primárně narcistické ve freudovském smyslu. Avšak protože realita je frustrující, kojenec se primárního narcismu zřekne a vytvoří novou konstelaci: Nukleární Self se promění v grandiózní Self a objekt (rodič) se promění v tzv. selfobjekt, doplňkovou vnější strukturu Self, díky níž se Self může cítit silné. Další konstelací je, že rodič je rozpoznán jako nezávislý objekt a tehdy se z něj stane tzv. "idealizované rodičovské imago", které plní ovšem podobnou funkci pro Self jako selfobjekt, to totiž zůstává grandiózní. Protože však idealizované imago zklamává, dojde k tzv. transmutující internalizaci, idealizované imago je zvnitřněno a stává se z něj vnitřní ego-ideál. Ten pak v oidipovském období buď splyne se Superegem (narcizace Superega), anebo nesplyne a tehdy Superego zůstane prázdné – jedinec má pak sice vědomí řádu, ale podvolování se tomuto řádu pro něj není uspokojující a může ho porušovat, aniž by se cítil špatně.

## Typy selfpatologie
Narcistická psychopatologie se odvíjí od tohoto vývojového modelu – jedinec mohl ustrnout na některé z popsaných fází, kterou pak odehrává v přenosu. Kohut rozlišil čtyři typy nezdravého Self:
- nedostatečně podněcované Self – jedinec znuděný, apatický, vyhledává vzrušení promiskuitou, závislostmi či perverzemi
- fragmentované Self – rozbité vnímání času a prostoru
- příliš podněcované Self – nedokáže cítit spokojenost z úspěchu, protože stále přežívají nedosažitelné megalomanské infantilní fantazie
- Self bez internalizace ideálu – nedokáže sám sebe utěšit, objekty vnímá jako fatální, je úzkostné a paranoidní

## Opuštění psychoanalýzy
Svou první velkou práci Analýza Self Kohut vydal roku 1971. Tehdy věřil, že pouze doplňuje klasickou Freudovu teorii. V knize Obnova Self z roku 1977 však začal tvrdit, že mechanismy, jež původně připisoval jen specifické skupině pacientů, se vztahují na každého člověka, jsou univerzální. Nakonec v pozdních pracích začal tvrdit, že každá psychická porucha, včetně neurózy, je léčitelná selfpsychologickou metodou a je v jádru narcistická. Tehdy již zcela opustil psychoanalýzu a tvrdil například, že oidipovský komplex je pouze výjimečnou patologickou konstelací vývoje Self, že kastrační úzkost vzniká v dítěti v důsledku chybného postoje rodičů, nebo dokonce, že pud neexistuje a je jen symptomem narušení Self. Přestože Kohut nakonec psychoanalýzu zcela opustil, zachovaly si jeho teorie v ní svůj vliv.